# Друкарня Мамоничів

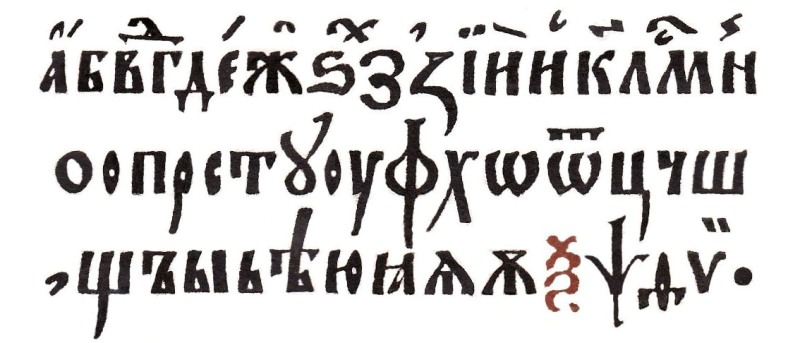
Шрифт друкарні Мамоничів

Друкарня Мамоничів — друкарня, заснована 1574 року у Вільно Петром Мстиславцем на кошти купців Мамоничів. Тут зокрема було опубліковано збірники законодавчих актів: «Литовський Статут», «Трибунал обивателям Великого князівства Литовського», конституції вальних сеймів.

## Історія

### Початок роботи

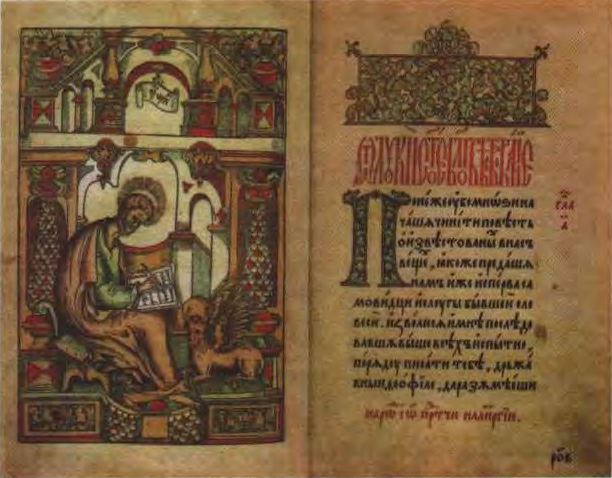
Євангеліє. 1575 рік.

Друкарню було засновано в травні 1574 року у будинку Мамоничів та на їхні гроші. Також матеріальну допомогу Мстиславцю надавали активні прихильники православ'я брати Зарецькі. Майно Мстиславця в друкарні не використовувалося.
1575 року тут вийшла друком перша книга — літургійне «Євангеліє Напрестольне», написане церковнослов'янською мовою. 1576 року було видано «Часослов» та «Псалтир». Видання були пишно оздоблені, надруковані на доброму папері, великим шрифтом, з орнаментом та гравюрами, прикрашені флористичними орнаментами.
Після того, як у 1576 році королем став затятий католик та покровитель єзуїтів Стефан Баторій, співпрацю між Мстиславцем та Мамоничами було припинено. Петро Мстиславець звернувся до суду: йому було присуджено все друкарське обладнання та 30 коп грошів, а Кузьмі Мамоничу — видані книги. Постанову суду так і не було виконано, а 1577 року суд повторив рішення, та ще й призначив штраф. Друкарню було опечатано, й вона не працювала.

### Після Мстиславця

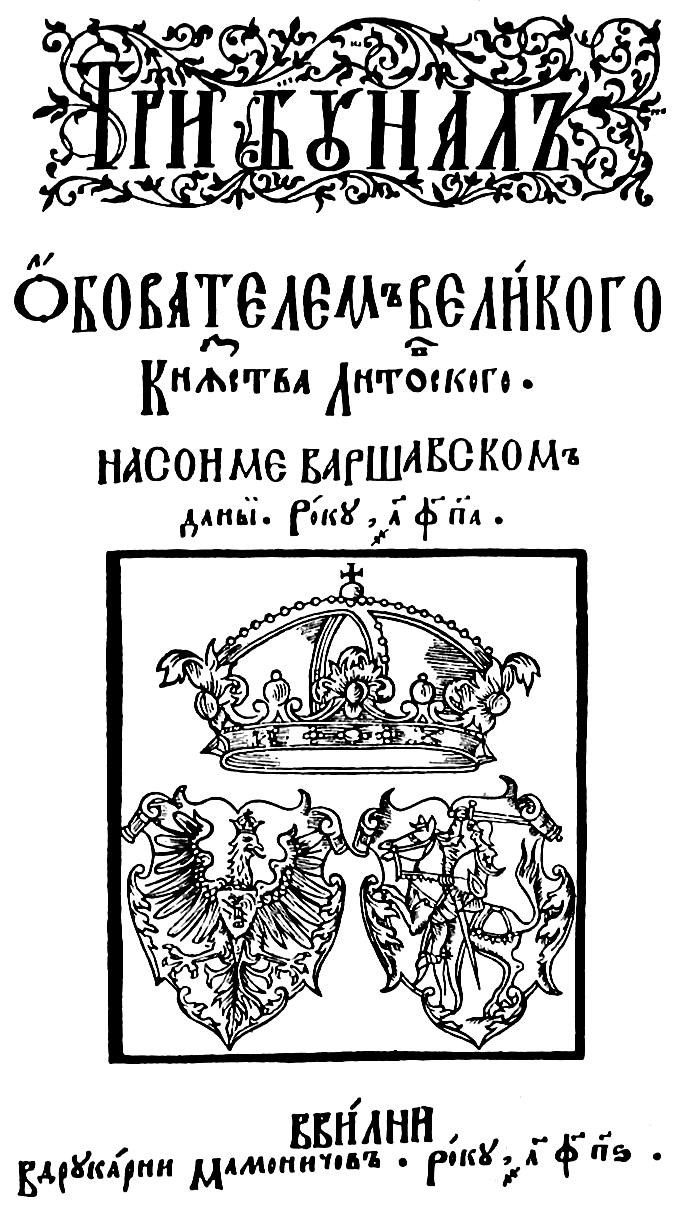
«Трибунал обивателям Великого князівства Литовського» (1586)

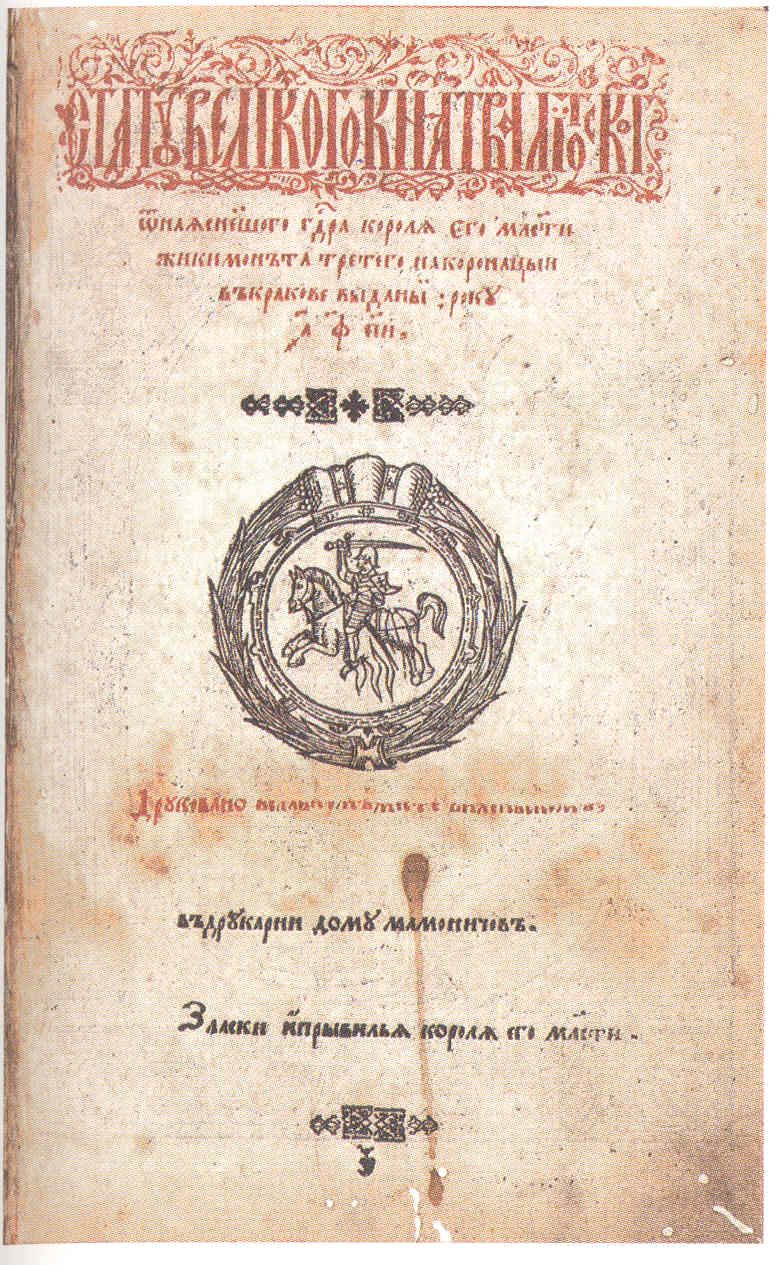
Статут ВКЛ 1588 рік

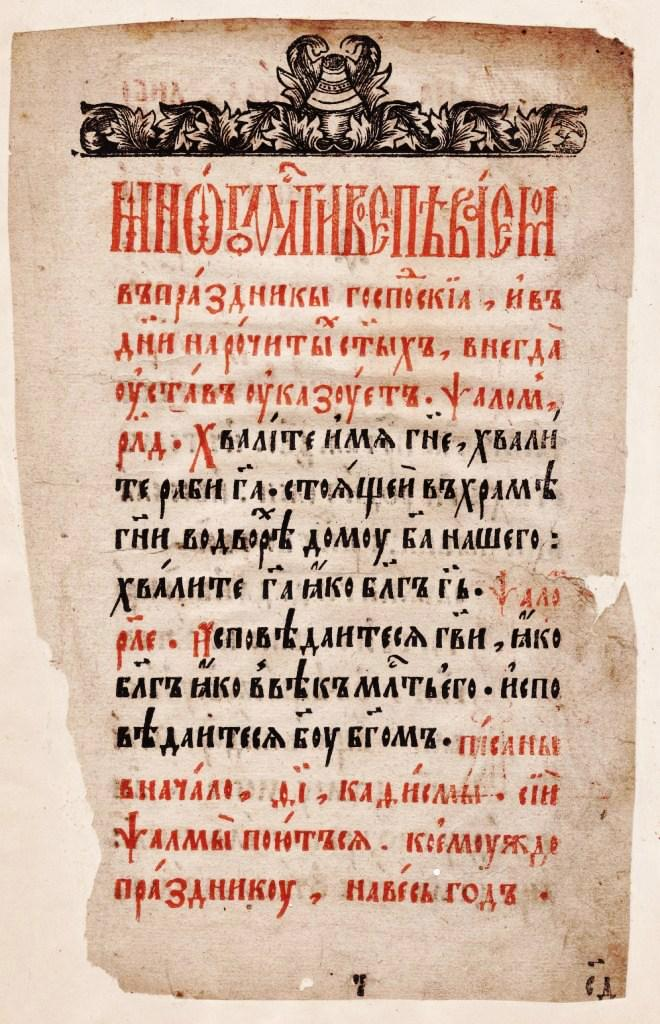
Псалом 134 з Псалтиря (бл. 1600). Аркуш 204

1583 року діяльність друкарні було відновлено під керівництвом Кузьми Мамонича, його брата Луки та сина Кузьми Лева (Леона Кузьмича). Можливо, з ними співпрацював віленський друкар Василь Гарабурда, що видав 1582 року (або 1580) «Октоїх». У Мамоничів був власний «паперовий млин» у містечку Повильно поблизу Вільно.
13 березня 1586 року король Стефан Баторій видав Мамоничам привілей, який дозволяв друкувати та продавати слов'янські книги (підтверджений 16 квітня 1590 року). Для видання Литовського Статуту братами було викуплено Львівську друкарню Івана Федоровича.
До підписання Берестейської церковної унії 1596 року друкарня переважно обслуговувала потреби православних: братств, братських шкіл, церков, простих городян. Тут випускалися богословські та літургійні видання, книги для читання, публіцистичні твори, підручники, збірники законодавчих актів, видання правового характеру, конституції «вальних» сеймів, полемічні твори Іпатія Поцея.
З XVII століття друкарня видавали книги виключно для греко-католиків. Друкарнею керував Леон Кузьмич Мамонич, ім'я якого у вихідний даних видань з'являється з 1609 року. Практично відсутність книг для православних свідчить про відсторонення Кузьми та Луки Мамоничів від справ та перехід управління друкарнею до Леона Кузьмича. По смерті Кузьми 16 липня 1607 року друкарню успадкував Леон.
Усі видання вирізнялися якісним художнім оформленням. Художником та гравером Гринем Івановичем, який був учнем Івана Федоровича, для друкарні було виготовлено курсивні шрифти, використовувалися світські гравюри. Матеріали друкарні частково перейшли у власність Віленської Троїцької друкарні.

## Видання

### Петра Мстиславца
- «Часослов» (1574 — близько 1576)
- «Євангеліє» (1575)
- «Псалтир» (1576)

### Мамоничів
- «Служебник» (1583)[5]
- «Збірник» (1585)[6]
- «Псалтир з відновленням» (1586)[7]
- «Граматика слов'янська» (1586)[8]
- «Діалектика» (ок. 1586)
- «Трибунал обивателям Великого князівства Литовського» (1586)
- «Статут Великого князівства Литовського 1588 року» (1588)[9]
- «Апостол» (1591, 1592, 1595)[10]
- «Псалтир» (1592)[11]
- Никон від Чорної гори. «Пандекти» (бл. 1592)[12]
- «Псалтир з возслідуванням» 1591–1592, 1593)[13]
- «Євангеліє учительне» (1595)[14]
- «Буквар» (1590-і, 1618, 1621)
- «Псалтир» (бл. 1600)[15]
- «Напрестольне євангеліє» (1600)[16]
- «Молитви повсякденні» (1601)
- «Апологія флорентійського собору» (1604)
- Йосип Рутський «Тези» (1608)
- «Гармонія… східної церкви з костелом римським» (близько 1608)
- «Тріодь цвітна» (1609)[17]
- «Тріодь пісна без виходу» (близько 1609)[18]

До 1623 року видано близько 85 видань (за іншими даними — 115) церковнослов'янською, західноруською, латиною та польською мовами.